# Medaglie dei Campionati mondiali di ginnastica artistica - Trave
La finale alla trave si è svolta ad ogni campionato dal 1950 quando, durante la dodicesima edizione, sono state aggiunte le finali di specialità.
Possono essere vinte tre medaglie: oro, argento e bronzo. Se avviene un pareggio, entrambe le ginnaste possono essere premiate, ma le posizioni successive (argento se c'è un pareggio al primo posto, bronzo se c'è un pareggio al secondo posto) viene lasciato vuoto. Se tre ginnaste vengono premiate con l'oro, le altre due medaglie non vengono assegnate.
Atleta più medagliata: Simone Biles ( Stati Uniti)      

## Vincitrici
| Edizione | Sede         | Oro                   | Argento                              | Bronzo                             |
| -------- | ------------ | --------------------- | ------------------------------------ | ---------------------------------- |
| 1950     | Basilea      | Helena Rakoczy        | Wanda Nuti                           | Licia Macchini                     |
| 1954     | Roma         | Keiko Tanaka          | Eva Bosáková                         | Ágnes Keleti                       |
| 1958     | Mosca        | Larisa Latynina       | Sof'ja Muratova                      | Keiko Tanaka                       |
| 1962     | Praga        | Eva Bosáková          | Larisa Latynina                      | Anikó Ducza Keiko Ikeda            |
| 1966     | Dortmund     | Natal'ja Kučinskaja   | Věra Čáslavská                       | Larisa Petrik                      |
| 1970     | Lubiana      | Erika Zuchold         | Cathy Rigby                          | Christine Schmitt Larisa Petrik    |
| 1974     | Varna        | Ljudmila Turiščeva    | Ol'ga Korbut                         | Nelli Kim                          |
| 1978     | Strasburgo   | Nadia Comăneci        | Elena Muchina                        | Emilia Eberle                      |
| 1979     | Fort Worth   | Věra Černá            | Nelli Kim                            | Regina Grabolle                    |
| 1981     | Mosca        | Maxi Gnauck           | Chen Yongyan                         | Wu Jiani Tracee Talavera           |
| 1983     | Budapest     | Ol'ga Mostepanova     | Hana Říčná                           | Lavinia Agache                     |
| 1985     | Montréal     | Daniela Silivaș       | Ecaterina Szabó                      | Elena Šušunova                     |
| 1987     | Rotterdam    | Aurelia Dobre         | Elena Šušunova                       | Ecaterina Szabó                    |
| 1989     | Stoccarda    | Daniela Silivaș       | Olesja Dudnyk                        | Gabriela Potorac                   |
| 1991     | Indianapolis | S'vjatlana Bahinskaja | Tetjana Hucu                         | Lavinia Miloșovici Elizabeth Okino |
| 1992     | Parigi       | Kim Zmeskal           | Li Yifang Maria Neculiţă             | —                                  |
| 1993     | Birmingham   | Lavinia Miloșovici    | Dominique Dawes                      | Gina Gogean                        |
| 1994     | Brisbane     | Shannon Miller        | Lilija Podkopajeva                   | Oksana Fabričnova                  |
| 1995     | Sabae        | Mo Huilan             | Lilija Podkopajeva Dominique Moceanu | —                                  |
| 1996     | San Juan     | Dina Kočetkova        | Alexandra Marinescu                  | Liu Xuan Dominique Dawes           |
| 1997     | Losanna      | Gina Gogean           | Svetlana Chorkina                    | Kui Yuanyuan                       |
| 1999     | Tientsin     | Ling Jie              | Andreea Răducan                      | Ol'ha Rozščupkina                  |
| 2001     | Gand         | Andreea Răducan       | Ljudmila Ežova                       | Sun Xiaojiao                       |
| 2002     | Debrecen     | Ashley Postell        | Oana Mihaela Ban                     | Iryna Jaroc'ka                     |
| 2003     | Anaheim      | Fan Ye                | Cătălina Ponor                       | Ljudmila Ežova                     |
| 2005     | Melbourne    | Nastia Liukin         | Chellsie Memmel                      | Cătălina Ponor                     |
| 2006     | Aarhus       | Iryna Krasnjans'ka    | Sandra Izbașa                        | Elyse Hopfner-Hibbs                |
| 2007     | Stoccarda    | Nastia Liukin         | Steliana Nistor Li Shanshan          | —                                  |
| 2009     | Londra       | Deng Linlin           | Lauren Mitchell                      | Ivana Hong                         |
| 2010     | Rotterdam    | Ana Porgras           | Rebecca Bross Deng Linlin            | —                                  |
| 2011     | Tokyo        | Sui Lu                | Yao Jinnan                           | Jordyn Wieber                      |
| 2013     | Anversa      | Alija Mustafina       | Kyla Ross                            | Simone Biles                       |
| 2014     | Nanning      | Simone Biles          | Bai Yawen                            | Alija Mustafina                    |
| 2015     | Glasgow      | Simone Biles          | Sanne Wevers                         | Pauline Schäfer                    |
| 2017     | Montreal     | Pauline Schäfer       | Morgan Hurd                          | Tabea Alt                          |
| 2018     | Doha         | Liu Tingting          | Anne-Marie Padurariu                 | Simone Biles                       |
| 2019     | Stoccarda    | Simone Biles          | Liu Tingting                         | Li Shijia                          |
| 2021     | Kitakyushu   | Urara Ashikawa        | Pauline Schäfer                      | Mai Murakami                       |
| 2022     | Liverpool    | Hazuki Watanabe       | Elsabeth Black                       | Shoko Miyata                       |
| 2023     | Anversa      | Simone Biles          | Zhou Yaqin                           | Rebeca Andrade                     |

## Medagliere
Aggiornato ai Campionati Mondiali 2023.
| Posiz. | Nazione                      | Oro | Argento | Bronzo | Totale |
| ------ | ---------------------------- | --- | ------- | ------ | ------ |
| 1      | Stati Uniti                  | 9   | 7       | 7      | 23     |
| 2      | Romania                      | 8   | 8       | 7      | 23     |
| 3      | Russia (ex Unione Sovietica) | 7   | 10      | 7      | 24     |
| 4      | Cina                         | 6   | 8       | 5      | 18     |
| 5      | Germania ( e )               | 3   | 1       | 3      | 7      |
| 6      | Giappone                     | 3   | —       | 4      | 7      |
| 7      | Cecoslovacchia               | 2   | 3       | —      | 5      |
| 8      | Ucraina                      | 1   | 2       | 2      | 5      |
| 9      | Canada                       | —   | 2       | 1      | 3      |
| 10     | Italia                       | —   | 1       | 1      | 2      |
| 11     | Ungheria                     | —   | —       | 2      | 2      |
| 12     | Polonia                      | 1   | —       | —      | 1      |
| 13     | Australia                    | —   | 1       | —      | 1      |
| 13     | Paesi Bassi                  | —   | 1       | —      | 1      |
| 13     | Brasile                      | —   | 1       | —      | 1      |
| TOTALE | TOTALE                       | 34  | 38      | 35     | 107    |

## Collegamenti
- Federazione Internazionale Ginnastica, su gymnastics.sport.